# Instinct de survie (film, 2009)
Pour les articles homonymes, voir Instinct de survie.
Pour plus de détails, voir Fiche technique et Distribution.
Instinct de survie (The New Daughter) est un film américano-espagnol réalisé par Luiso Berdejo en 2009.

## Synopsis
John James vit seul avec ses deux enfants à la suite de son divorce. Sa fille a depuis peu un comportement étrange. D'anciennes sépultures indiennes sur les lieux d'habitation en seraient peut-être la cause, et son père tentera de percer le mystère pour retrouver sa fille telle  qu'elle fut avant de venir dans cet endroit.

## Fiche technique
- Titre : Instinct de survie
- Titre original : The New Daughter
- Réalisation : Luiso Berdejo
- Scénario : John Travis, d'après l'œuvre de John Connolly
- Pays d'origine :  Espagne  États-Unis
- Genre : Horreur
- Durée : 108 minutes
- Sortie : 
  -  États-Unis : 18 décembre 2009
  -  France : 11 juillet 2011 (Directement en vidéo)

## Distribution
- Kevin Costner  (VF : Bernard Lanneau)  : John James
- Ivana Baquero (VF : Rebecca Benhamour) : Louisa James
- Samantha Mathis  (VF : Martine Irzenski)  : Cassandra Parker
- Gattlin Griffith (VF : Théo Benhamour) : Sam James
- James Gammon (VF : Michel Barbey) : Roger Wayne
- Margaret Anne Florence (VF : Kelly Marot) : Alexis Danella
- Christopher Harvey : Rick Ross
- Erik Palladino (VF : Stéphane Pouplard) : L'officier Ed Lowry
- Noah Taylor (VF : Stéphane Marais) : Le professeur Evan White
- Sandra Ellis Lafferty (VF : Jocelyne Darche) : Mme Amworth
- Martin Thompson  (VF : Guy Chapellier)  : Stewart Green